# Bonk 3: Bonk's Big Adventure
Bonk 3: Bonk's Big Adventure (PC-原人 3 PC-Genjin 3?) es un videojuego de plataformas desarrollado por A.I Co., Ltd y publicado para TurboGrafx-16 y TurboDuo en 1993, perteneciendo a la serie Bonk. En 2007 se publicó para la Consola Virtual de Wii, el 19 de junio en Japón, el 31 de agosto en Europa y Australia, y el 3 de septiembre en América del Norte. También ha aparecido en la PlayStation Store japonesa el 20 de enero de 2010. Además, apareció el 25 de junio de 2014 en la Consola Virtual japonesa para Wii U.